# توافق‌نامه آتش‌بس ۲۰۲۴ اسرائیل و لبنان
بر اساس گزارش‌های منتشر شده در رسانه‌های اسرائیلی و آمریکایی، یک توافق آتش‌بس آزمایشی شصت روزه میان اسرائیل و لبنان منعقد شده است تا منجر به توقف دائم درگیری اسرائیل و حزب‌الله شود. این توافق‌نامه از تاریخ ۲۷ نوامبر ۲۰۲۴ لازم‌الاجرا است. انتظار می‌رود این آتش‌بس به درگیری‌هایی که میان حزب‌الله و اسراییل، پس از حمله حماس به اسرائیل در ۸ اکتبر ۲۰۲۳ آغاز شد، پایان دهد. حزب‌الله از آغاز آن تاریخ در عوض بمباران نوار غزه توسط اسرائیل، شروع به شلیک موشک‌های هدایت شونده و خمپاره‌اندازی با توپخانه به مواضع اسرائیلی در کشتزارهای شبعای اشغالی می‌کرد.

## توافق‌نامه
در ۲۶ نوامبر ۲۰۲۴، بنیامین نتانیاهو، نخست‌وزیر اسرائیل، از سپردن توافقنامه آتش‌بس به کابینه امنیتی اسرائیل خبر داد. کابینه با ۱۰ رای موافق در برابر ۱ رأی مخالف، به تصویب این توافق رأی داد و تنها مخالف وزیر امنیت ملی ایتامار بن گویر بود.
بر اساس گزارش‌های اسرائیل، توافق آتش‌بس شامل چند بند خواهد بود:
1. حزب‌الله یا هر جنبش مسلحانه دیگری در لبنان هیچ اقدام تهاجمی علیه اسرائیل انجام نخواهد داد.
2. اسرائیل هیچ اقدام تهاجمی علیه اهدافی در لبنان از جمله روی زمین، هوا و دریا انجام نخواهد داد.
3. اسرائیل و لبنان اهمیت قطعنامه ۱۷۰۱ شورای امنیت سازمان ملل را به رسمیت می‌شناسند.
4. ارتش لبنان و نیروهای امنیتی لبنان تنها گروه‌های مسلحی خواهند بود که مجاز به فعالیت در جنوب لبنان هستند.
5. فروش، عرضه و تولید سلاح در لبنان تحت نظارت و کنترل دولت لبنان خواهد بود.
6. تمامی تأسیسات غیرمجاز مربوط به تولید تسلیحات و لوازم جانبی آن و همچنین زیرساخت‌ها و مواضع نظامی برچیده خواهد شد. سلاح‌های غیرمجاز که با این تعهدات مطابقت نداشته باشد، ضبط می‌شود.
7. کمیته‌ای تشکیل خواهد شد که مورد قبول اسرائیل و لبنان باشد و بر اجرای توافق نظارت و کمک کند. این کمیته از جمله شامل ایالات متحده آمریکا، بریتانیا، فرانسه و آلمان خواهد بود.
8. اسرائیل و لبنان هرگونه نقض احتمالی تعهدات را به کمیته مذکور و یونیفل گزارش خواهند داد.
9. نیروهای ارتش لبنان در تمام مرزها و گذرگاه‌های این کشور مستقر خواهند شد.
10. اسرائیل به تدریج نیروهای خود را در مدت ۶۰ روز به داخل خاک اسرائیل باز خواهد گرداند.
11. در این مدت، عوامل حزب‌الله به شمال رودخانه لیتانی عقب‌نشینی خواهند کرد. تنها نیروهای مسلحی که اجازه اقامت در این منطقه را خواهند داشت نیروهای مسلح لبنان و نیروی یونیفل خواهند بود.
12. اسرائیل حق «آزادی عمل نظامی کامل» خود برای حمله مجدد به لبنان، در صورت نقض توافق توسط حزب‌الله یا هر نهاد دیگر، را حفظ خواهد کرد.
13. منطقه حائل بین روستاهای جنوب لبنان و شهرک‌های واقع در خط درگیری ایجاد نخواهد شد.
14. ایالات متحده مذاکرات غیرمستقیم بین اسرائیل و لبنان جهت رسیدن به مرز زمینی به رسمیت شناخته شده را تشویق خواهد کرد.

بر اساس گزارش‌های لبنانی، یک منبع دولتی لبنان گزارش داد که اگر تا ساعت ۱۰ صبح به وقت محلی در ۲۷ نوامبر ۲۰۲۴ هیچ تشدید یا نقض توافقی صورت نگیرد، توافق آتش‌بس اجرایی خواهد شد. نجیب میقاتی، نخست‌وزیر وقت لبنان، حمایت قاطع خود از این توافق را اعلام کرد و از جامعه بین‌المللی خواست به اجرای فوری این توافق کمک کنند تا «تجاوز اسرائیل» متوقف شود.

## زمینه سیاسی
بنیامین نتانیاهو، نخست‌وزیر اسرائیل، در یک اعلامیه عمومی در تلویزیون اسرائیل پس از بررسی شرایط آتش‌بس، حمایت خود را از توافق با این اساس اعلام کرد که آتش‌بس به نیروهای دفاعی اسرائیل اجازه می‌دهد تا عمدتاً بر عملیات خود در غزه علیه حماس و علیه «تهدیدهای ایران» تمرکز کنند. وی گفت: «ما چهره منطقه را تغییر می‌دهیم».
او همچنین اظهار داشت که این آتش‌بس به دلیل موفقیت اسرائیل در حمله به لبنان در نظر گرفته شده است، زیرا حزب‌الله «دیگر همان گروهی نیست که علیه ما جنگ به راه انداخته است» و نیروهای دفاعی اسرائیل آنها را «ده‌ها سال عقب انداخته‌اند». وی تصریح کرد: ارتش اسرائیل با کشتن بیشتر رهبران حزب‌الله و انهدام بخش بزرگی از زیرساخت‌های لبنانی مرتبط با آن‌ها به بسیاری از اهداف خود در تهاجم و حملات هوایی دست یافته است.

## واکنش‌ها

### اسرائیل
آلون پینکاس، سرکنسول و سفیر پیشین اسرائیل، این توافق را با این فرض که ارتش لبنان بر تولید و توزیع سلاح نظارت خواهد کرد، «غیرقابل اجرا» دانست. وی این فرض را به دلیل استقلال حزب‌الله از ارتش لبنان در توزیع تسلیحات و ناتوانی این دو در همکاری، «غیرممکن» توصیف کرد.
ایتامار بن گویر، وزیر امنیت داخلی اسرائیل و سیاستمدار راست افراطی، نارضایتی خود را از توافق آتش‌بس به دلیل عدم ارائه «کمربند امنیتی» به اسرائیل، عدم بازگشت اسرائیلی‌ها به شمال اسرائیل و عدم ارائه مقاومت ارتش لبنان در برابر حزب‌الله ابراز کرد.

### خاورمیانه
مروان بشاره، تحلیلگر سیاسی الجزیره، این توافق را «آتش‌بس بسیار موقت و شکننده» خواند، زیرا به اسرائیل اجازه می‌دهد تا عملیات نظامی خود را در صورت تحریک حزب‌الله و تداوم تعهد اسرائیل به شکستن حزب‌الله از سر بگیرد.
چندین شهروند فلسطینی نسبت به توافق آتش‌بس احتمالی که به اسرائیل اجازه می‌دهد تمام نیروهای نظامی خود را به سمت بمباران‌ها و تهاجم به نوار غزه هدایت کند، ابراز نگرانی کرده‌اند و خطر تشدید بحران انسانی را یادآور شدند.
وزارت امور خارجه ایران از آنچه پایان «تجاوز» اسرائیل به لبنان خوانده، استقبال کرده است.
اسماعیل بقایی، سخنگوی وزارت امور خارجه ایران، در بیانیه‌ای که پس از آتش‌بس بین اسرائیل و حزب‌الله لبنان منتشر شد بر حمایت قاطع ایران از «دولت، ملت و مقاومت لبنان» تأکید کرد.

### غرب
آنتونی بلینکن، وزیر امور خارجه آمریکا، این توافق را ستود و با خوش‌بینی گفت این آتش‌بس می‌تواند چارچوبی برای آتش‌بس در غزه نیز باشد.
جو بایدن، رئیس‌جمهور آمریکا و امانوئل مکرون، رئیس‌جمهور فرانسه، نیز در بیانیه‌ای مشترک ضمن تمجید از این توافق، گفتند که این توافق «اسرائیل را از تهدید حزب‌الله و دیگر سازمان‌های تروریستی فعال در لبنان ایمن می‌کند».